# Polyxenida
Os polixénidos (Polyxenida) são uma ordem de artrópodes miriápodes diplópodes, que se caracterizam pelo seu corpo suave, não calcificado e articulado por tufos de cerdas ou pêlos. Existem pelo menos 86 espécies existentes classificadas em quatro famílias e são os únicos membros vivos da subclasse Penicillata.

## Descrição
Os polixénidos diferem doutros milípedes por terem um exoesqueleto suave e não calcificado com cêlos ou cerdas, por apresentarem poucas patas (não mais de 17 pares) e pela ausência de apêndices copulatórios nos machos. Os indivíduos são pequenos, entre dois e cinco milímetros e com um comprimento máximo de sete milímetros, e vivem em fendas das cascas.

## Defesa
Estes milípedes peludos não possuem defesas químicas nem um exoesqueleto duro e calcificado como os outros diplópodes, pelo que utilizam por sua vez um único sistema defensivo: os seus peculiares pêlos ou cerdas dispostos em plumas ou séries que se podem separar facilmente e enredar-se nos membros e boca dos insectos predadores.

## Reprodução
Os machos carecem dos apêndice modificados de transferência de esperma (gonópodes) que se encontram na maioria dos demais grupos de diplópodes, por isso a transferência de esperma é indireta: os machos depositam um espermatóforo que é recolhido posteriormente pelas fêmeas.
Muitas espécies desta ordem reproduzem-se assexualmente através da partenogénese, isto é, as fêmeas põem ovos sem acasalamento e os machos não se encontram presentes ou são raros.

## Classificação

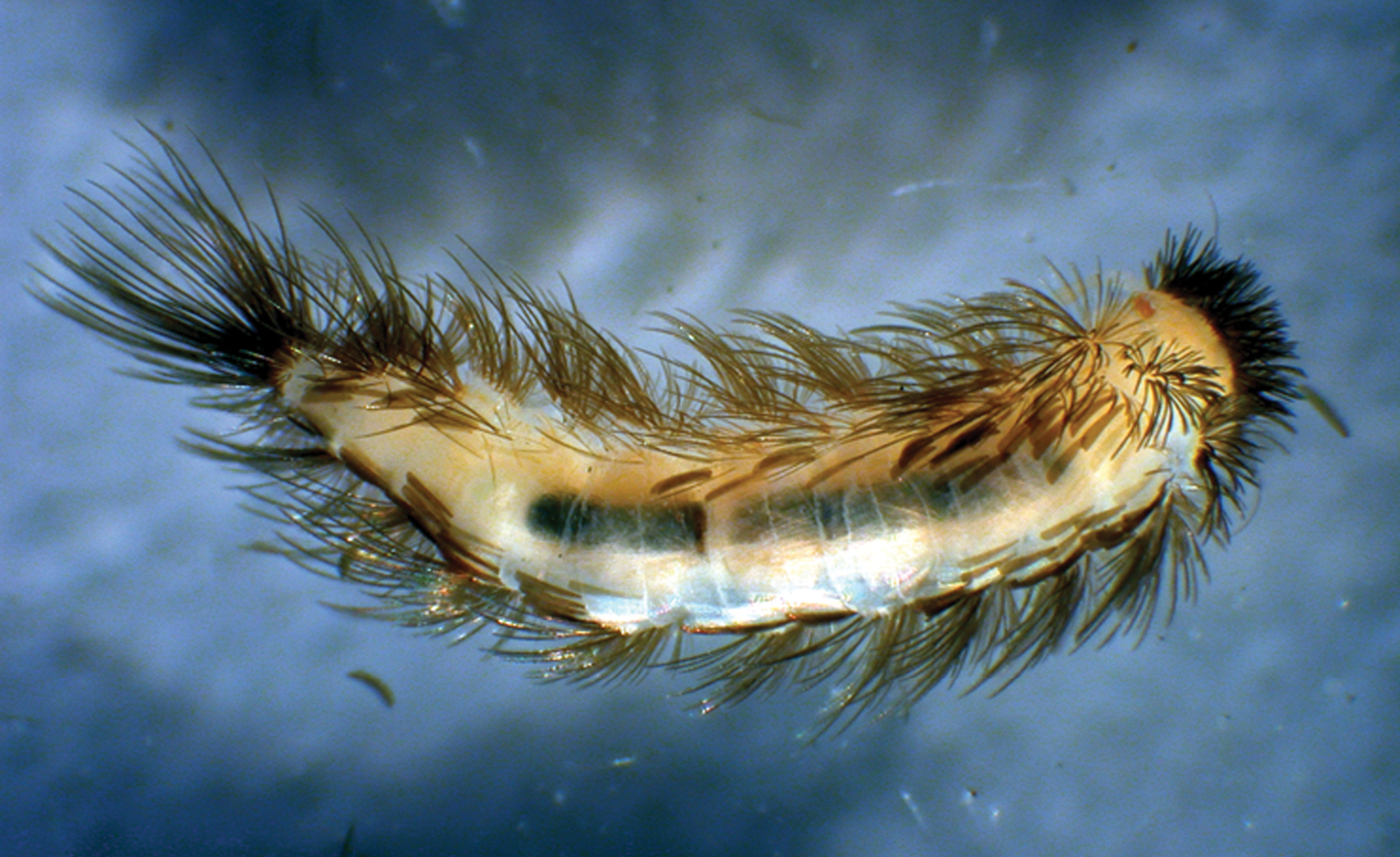
Phryssonotus brevicapensis (Synxenidae), uma espécie da África do Sul descrita em 2011.

Polyxenida é a única ordem existente da subclasse Penicillata, a subclase basal dos diplópodes. Penicillata é o grupo irmão de todos os demais diplópodes viventes: as infraclasses Pentazonia e Helminthomorpha).
Em 2003 Polyxenida continha 159 espécies ou subespécies válidas, embora pelo menos oito novas espécies tenham sido descritas desde 2010.
- Superfamília Polyxenoidea Lucas, 1840
  - Hypogexenidae Schubart, 1947
  - Lophoproctidae Silvestri, 1897
  - Polyxenidae Lucas, 1840
- Superfamília Synxenoidea Silvestri, 1923
  - Synxenidae Silvestri, 1923

## Registo fóssil
Os primeiros fósseis representantes da Polyxenida foram descobertos em âmbar no Líbano e datam do período Cretáceo inferior.  Alguns autores descrevem as ordens extintas Arthropleurida e Eoarthropleurida (a cada uma representada por um único género) dentro do Penicillata como grupo irmão do Polyxenida.